# 5018 Tenmu
5018 Tenmu (1977 DY8) là một tiểu hành tinh vành đai chính được phát hiện ngày 19 tháng 2 năm 1977 bởi Kosai và Hurukawa ở Đài thiên văn Kiso.